# Buddleja dysophylla
Buddleja dysophylla là một loài thực vật có hoa trong họ Huyền sâm. Loài này được (Benth.) Radlk. mô tả khoa học đầu tiên năm 1883.